# ماركو يبرش
ماركو يبرش هو لاعب كرة قدم سويسري، ولد في 19 أكتوبر 2000 في سويسرا. لعب مع نادي لوزيرن.

## وصلات خارجية
- ماركو يبرش على موقع الاتحاد الأوربي (الإنجليزية)
- ماركو يبرش على موقع قاعدة بيانات كرة القدم.إي يو (الإنجليزية)
- ماركو يبرش على موقع Soccerway.com (الإنجليزية)
- ماركو يبرش على موقع عالم كرة القدم.نت (الإنجليزية)